# Ендре Штейнер
Ендре (Андреас) Штайнер (угор. Steiner Endre; 27 червня 1901, Будапешт — 29 грудня 1944, поблизу Будапешта) — угорський шахіст і шаховий теоретик; старший брат Лайоша Штейнера і кузен Германа Стейнера.
Народився в сім'ї шахіста Бернгарда Штейнера (нар. 1874). З 15 років — член Будапештського шахового гуртка, учасник юнацьких змагань, потім член Уйпештського шахового гуртка. З середини 1920-х років увійшов до когорти провідних шахістів Угорщини. Переможець низки національних чемпіонатів, учасник низки шахових олімпіад (1927—1937). Найкращі результати в міжнародних змаганнях: Портсмут (1923) — 3-тє; Тренч'янське Теплице (1928) — 2-ге; Кемері (1937) — 6-те місця. Розробив низку варіантів у французькому захисті і захисті Каро-Канн.
Загинув разом зі своїм батьком у концентраційному таборі.